# Radiossonda

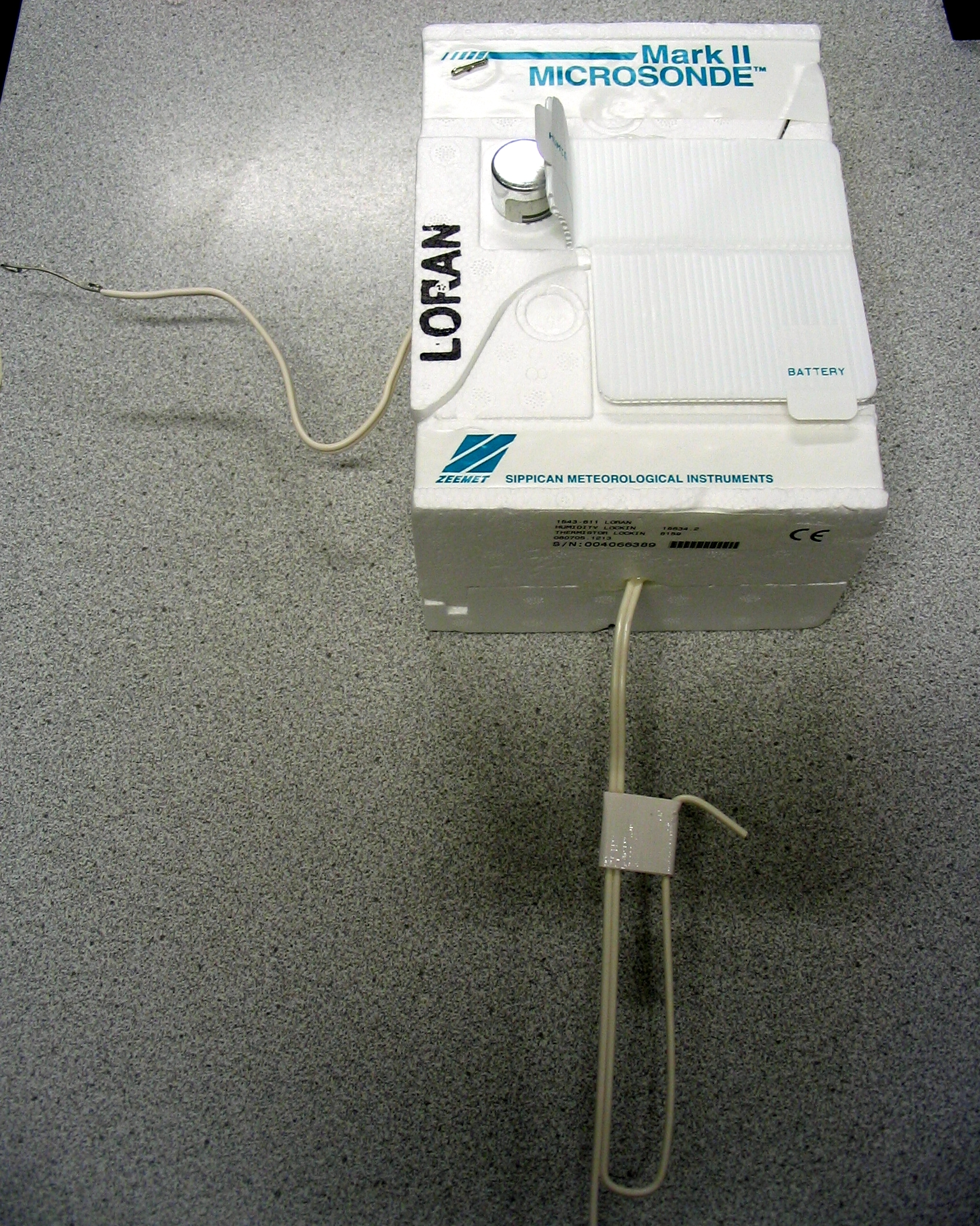
Radiossonda modelo Mark II a ser utilizada por sensores atmosféricos

Uma radiossonda é um conjunto de equipamentos e sensores transportado por balões meteorológicos, os quais medem vários parâmetros atmosféricos e os transmitem a um aparelho receptor fixo. As radiossondas operam nas freqüências de rádio de 403 MHz ou 1680 MHz e ambas as freqüências podem ser ajustadas ligeiramente para mais ou para menos caso seja necessário. Um outro tipo de radiossonda, a rawinsonde, serve também para medir a velocidade e a direção do vento.

## Histórico
A radiossonda foi inventada pelo meteorologista soviético Pavel Molchanov o qual lançou o primeiro modelo em 30 de janeiro de 1930.
Denominada "271120", a radiossonda decolou às 13:44 (hora de Moscou) de Pavlovsk, na União Soviética e atingiu uma altitude de 7,8 Km, na qual mediu a temperatura de -40,7 °C. Trinta e dois minutos após o lançamento, a radiossonda enviou a primeira mensagem aerológica para os centros meteorológicos de Leningrado e Moscou.

## Características operacionais
As radiossondas modernas podem medir ou calcular as seguintes variáveis:
- Pressão
- Altitude
- Posição geográfica (Latitude/Longitude)
- Temperatura
- Umidade relativa
- Vento (velocidade e direção)

Embora não seja comum, radiossondas também podem medir a concentração de ozônio.